# Trybosfenidy
Trybosfenidy (Tribosphenida) – klad obejmujący ssaki charakteryzujące się obecnością zębów trybosfenicznych. Wyróżniony przez Malcolma McKennę (1975), który zaliczył do niego kopalne oraz współczesne ssaki łożyskowe i torbacze. McKenna i Bell (1997) oraz Wang i współpracownicy (1998) zaliczyli do trybosfenidów ssaki żyworodne (w tym torbacze i łożyskowce) oraz wymarłą grupę Aegialodontia. Trybosfenidy pojawiły się prawdopodobnie na półkuli północnej.
Z badań prowadzonych przez Zhe-Xi Luo, Richarda Cifelliego i Zofię Kielan-Jaworowską wynika, że uzębienie trybosfeniczne wyewoluowało niezależnie u dwóch bliżej niespokrewnionych grup ssaków: w linii prowadzącej do torbaczy i łożyskowców oraz u Ausktribosphenida (przedstawiciele tej ostatniej grupy nie byli jeszcze znani w 1975 r, kiedy McKenna wyróżniał Tribosphenida). Tym samym do grupy Tribosphenida w znaczeniu przyjętym przez McKennę należała tylko część ssaków o uzębieniu trybosfenicznym; mając to na uwadze Luo, Cifelli i Kielan-Jaworowska (2001) wyróżnili w miejsce Tribosphenida dwa nowe klady: australosfenidy (obejmujące Ausktribosphenida i stekowce) oraz Boreosphenida. Boreosphenida zostały zdefiniowane jako klad obejmujący ostatniego wspólnego przodka Kielantherium i współczesnych torbaczy i łożyskowców oraz wszystkich jego potomków. Kielan-Jaworowska, Cifelli i Luo (2004) zaliczyli do Boreosphenida grupę Aegialodontia, ssaki niższe (w tym torbacze) i ssaki wyższe (w tym łożyskowce). Rougier i współpracownicy (2007) oraz Davis (2011) stwierdzili, że Boreosphenida obejmują te same taksony co wyróżnione przez McKennę Tribosphenida; w związku z tym wymienieni autorzy uznali Boreosphenida za synonim Tribosphenida. Zofia Kielan-Jaworowska (2014) przychyliła się do tej opinii i uznała Boreosphenida za młodszy synonim Tribosphenida.

## Systematyka
- †Aegialodontia – egialodonty
- Metatheria – ssaki niższe
- Eutheria – ssaki wyższe